# Casa Grande (kommun)
Casa Grande är en kommun i Brasilien.   Den ligger i delstaten Minas Gerais, i den sydöstra delen av landet, 700 km sydost om huvudstaden Brasília. Antalet invånare är 2 242.
Omgivningarna runt Casa Grande är huvudsakligen savann. Runt Casa Grande är det glesbefolkat, med 18 invånare per kvadratkilometer.